# Vittaria arunachalensis
Vittaria arunachalensis là một loài dương xỉ trong họ Pteridaceae. Loài này được R.D.Dixit mô tả khoa học đầu tiên năm 1983.
Danh pháp khoa học của loài này chưa được làm sáng tỏ. 